# Ischnus celaya
Ischnus celaya là một loài tò vò trong họ Ichneumonidae.